# Champion 7 Citabria
El Champion 7 Citabria, fue la continuación del exitoso Aeronca 7 Champion, en manos de la compañía Champion Aircraft Corporation.

## Especificaciones

### Características generales
- Tripulación: 2
- Longitud: 6,9 m (22,7 ft)
- Envergadura: 10,2 m (33,4 ft)
- Altura: 2 m (6,4 ft)
- Superficie alar: 15,3 m² (164,7 ft²)
- Perfil alar: NACA 4412
- Peso vacío: 503 kg (1108,6 lb)
- Peso cargado: 748 kg (1648,6 lb)
- Planta motriz: 1× motor bóxer Lycoming O-320-A2B.
  - Potencia: 110 kW (152 HP; 150 CV)
- Hélices: 1× bipala de velocidad constante por motor.

### Rendimiento
- Velocidad nunca excedida (Vne): 261 km/h (162 MPH; 141 kt)
- Velocidad crucero (Vc): 203 km/h (126 MPH; 110 kt)
- Velocidad de entrada en pérdida (Vs): 82 km/h (51 MPH; 44 kt)
- Alcance: 805 km (435 nmi; 500 mi)
- Techo de vuelo: 3658 m (12 001 ft)
- Régimen de ascenso: 5,7 m/s (1122 ft/min)
- Carga alar: 49 kg/m² (10 lb/ft²)

### Aeronaves similares
- Piper J-3 Cub
- Kitfox Model 5
- Taylorcraft BC-65
- Taylorcraft L-2
- Aeronca 7 Champion
- Zlin Savage Cub